# Fabien Engelmann

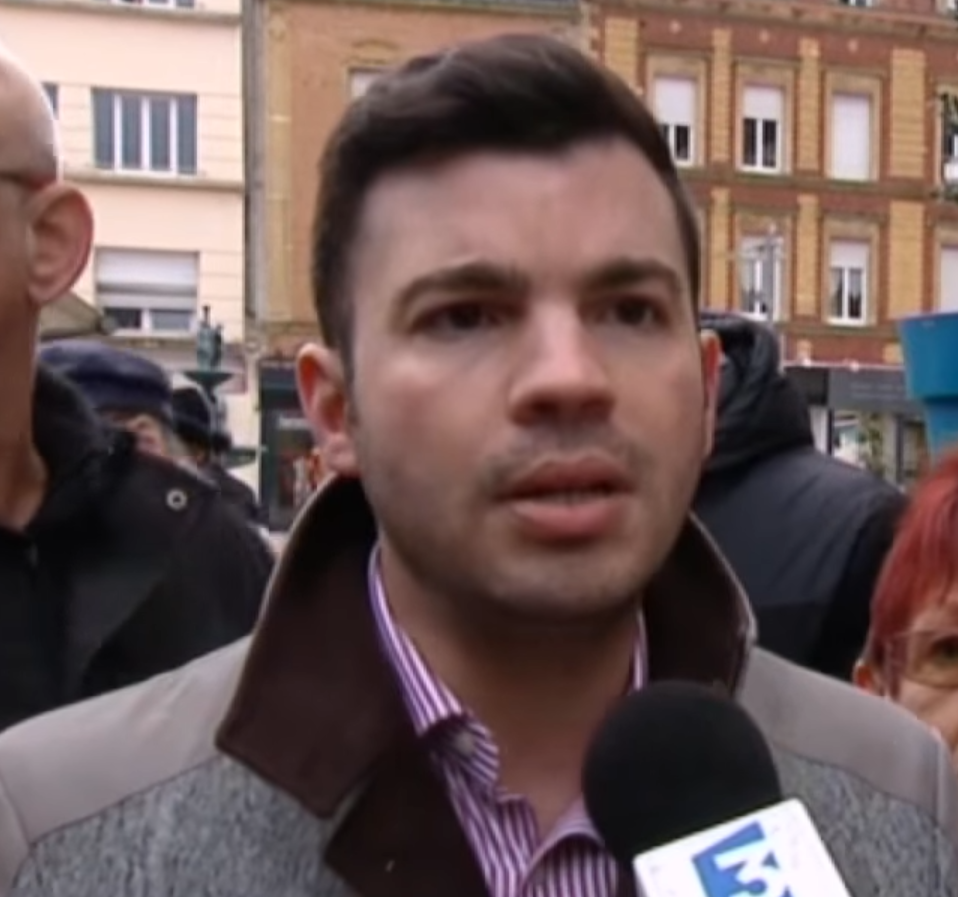
Fabien Engelmann

Fabien Engelmann (* 7. Mai 1979 in Algrange, Département Moselle) ist ein französischer Politiker der Rassemblement National (RN), Abgeordneter im Regionalrat von Grand Est und Bürgermeister der lothringischen Kleinstadt Hayange im Val de Fensch.
Engelmann arbeitete nach seinem Schulabschluss in einer Autofabrik, später als Verkäufer in einem Kleiderladen, dann als Landschaftsgärtner. Er war Gewerkschafter der kommunistischen CGT und Mitglied der linksradikalen Parteien Lutte Ouvrière und Nouveau Parti Anticapitaliste (NPA). 2010 wechselte er zur rechtsextremen Front National (FN), die CGT schloss ihn daraufhin aus.
Er wurde am 30. März 2014 zum Bürgermeister von Hayange gewählt. Er erhielt im zweiten Wahlgang 34,7 % der Stimmen, aufgrund der geringen Wahlbeteiligung entsprach das nur rund einem Fünftel der Wahlberechtigten. Er sorgte mit umstrittenen Aktionen für Aufsehen, etwa indem er eine fête du cochon organisierte, die die „französische Tradition“ des Verzehrs von Schweinefleisch in den Mittelpunkt stellte und als bewusste Provokation der muslimischen Gemeinde gedeutet wurde. Politisch missliebige Organisationen wie dem Secours populaire erschwert er die Arbeit in der Gemeinde. Seine Politik, die sich um die Sicherheit, Sauberkeit und die älteren Mitbürger kümmert, ist bei den Bürgern jedoch beliebt.
Seit 2015 ist er Abgeordneter im Regionalrat von Grand Est.